# Megachile humilis
Megachile humilis är ett solitärt bi som beskrevs av Smith 1879. Det ingår i släktet tapetserarbin och familjen buksamlarbin. Inga underarter finns listade i Catalogue of Life.

## Utseende
Ett nästan helsvart bi men tegulae, en mindre del av kroppspansaret strax ovanför vingfästena, är klart orangefärgat, samt ögonen är röda. Huvudet är täckt med gulaktigt hår samt mellankroppen med långt gulbrunt hår som tätnar mot ryggsidan. Den svarta bakkroppen har en metallglänsande ton hos honan. Kroppslängden är ungefär 13 mm.

## Ekologi
Arten flyger mellan slutet av juli till mitten av september (uppgifterna hämtade från Japan). Arten bygger underjordiska larvbon strax under jordytan. Larvcellerna är klädda med utskurna bitar löv, som hos alla bladskärarbin.

## Utbredning
Utbredningsområdet omfattar Japan, Korea och östra Kina.